# Ratcatcher (film)
Pour les articles homonymes, voir Ratcatcher.
Pour plus de détails, voir Fiche technique et Distribution.
Ratcacher est un film britannique de la réalisatrice Lynne Ramsay sorti en 1999.
Il est présenté en section Un Certain Regard au Festival de Cannes 1999.

## Synopsis
Milieu des années 1970. James, douze ans, vit à Glasgow. Un terrible secret l'habite, et l'isole des membres de sa propre famille. Il partage son affection entre la jeune et légère Margaret-Anne, et Kenny, un gosse resté étonnamment naïf malgré la dureté de son entourage. Tandis que le rêve familial de déménager dans un lotissement neuf s'éloigne, James trouve un endroit à lui : une maison en construction. Un abri, en quelque sorte, pour l'enfant...

## Fiche technique
- Titre : Ratcacher
- Réalisation : Lynne Ramsay
- Scénario : Lynne Ramsay
- Pays d'origine : Royaume-Uni, France
- Format : Couleurs - 1,66:1 - Dolby Digital - 35 mm
- Durée : 94 min
- Dates de sortie :
  - France : 13 mai 1999 (Festival de Cannes 1999), 12 janvier 2000 (sortie nationale)
  - Royaume-Uni : 12 novembre 1999

## Distribution
- William Eadie : James
- Tommy Flanagan : Da
- Mandy Matthews : Ma
- Michelle Stewart : Ellen
- Lynne Ramsay Jr. : Anne Marie
- Leanne Mullen : Margaret Anne